# Limax maximus
La grande limaccia grigia (Limax maximus  Linnaeus, 1758) è un mollusco gasteropode terrestre della famiglia Limacidae.

## Descrizione
Limax maximus è una delle limacce più comuni e grandi, poiché raggiunge i 15/20 cm. Questa limaccia (come tutte le altre) si distingue dalle chiocciole per l'assenza del guscio esterno (nonostante anch'esse possiedano un piccolo guscio sotto il mantello, che si mantiene per vari mesi dopo la morte dell'animale): queste le rende più vulnerabili ma anche più agili e veloci. Questa limaccia è di colore giallo-grigio o marrone, contraddistinta da delle strisce nere che a volte si uniscono in 2 o 3 paia che percorrono tutto il corpo

## Biologia
Queste limacce hanno bisogno di umidità costante, perché si possono disidratare molto facilmente, difatti la disidratazione è una delle principali cause di morte di questi animali. Proprio per questo, durante il giorno sono interrate al riparo dei raggi del sole, ed escono solo di notte o quando piove. Questo animale produce solitamente due tipi di muco: uno denso e appiccicoso che serve per difendersi e per non cadere dalle superfici verticali, mentre l'altro, acquoso, ha la funzione di mantenere il corpo umido. Entrambi i tipi di muco sono incolori e brillanti. C'è un terzo tipo di muco usato per la riproduzione.Preferisce vivere in habitat modificati dall'uomo come giardini, serre o aree boschive.La durata della loro vita è di circa 3 o 4 anni.La radula (struttura boccale) è composta da 150 file di denti. I giovani sono estremamente simili agli adulti ma con dimensioni inferiori e privi degli organi riproduttivi.

### Alimentazione
Si nutrono principalmente di piante, funghi, e anche materia in decomposizione e talora altre lumache. È famosa per la sua grande voracità, che la spinge a infestare orti, per questa ragione è temuta dal settore agricolo.

### Riproduzione
Sono ermafroditi incompleti: hanno organi genitali maschili e femminili, ma ci vogliono due esemplari per far avvenire la riproduzione. L'accoppiamento (che può durare ore) consiste in giri su loro stesse. Dopodiché le lumache si arrampicano su un albero dal quale rimangono sospese su un filo di muco. Dalle gonopore i due animali fanno uscire i loro organi riproduttivi colore azzurro. L'accoppiamento consiste nel "attorcigliamento" degli organi riproduttivi esattamente come succede nelle altre specie di limacce. Dopo 3-4 settimane dall'accoppiamento i Limax depongono circa 120 uova, in genere sotto il muschio.Le uova sono ovali ed hanno un colore bianco-trasparente, hanno un diametro di circa 5mm-5,5mm.

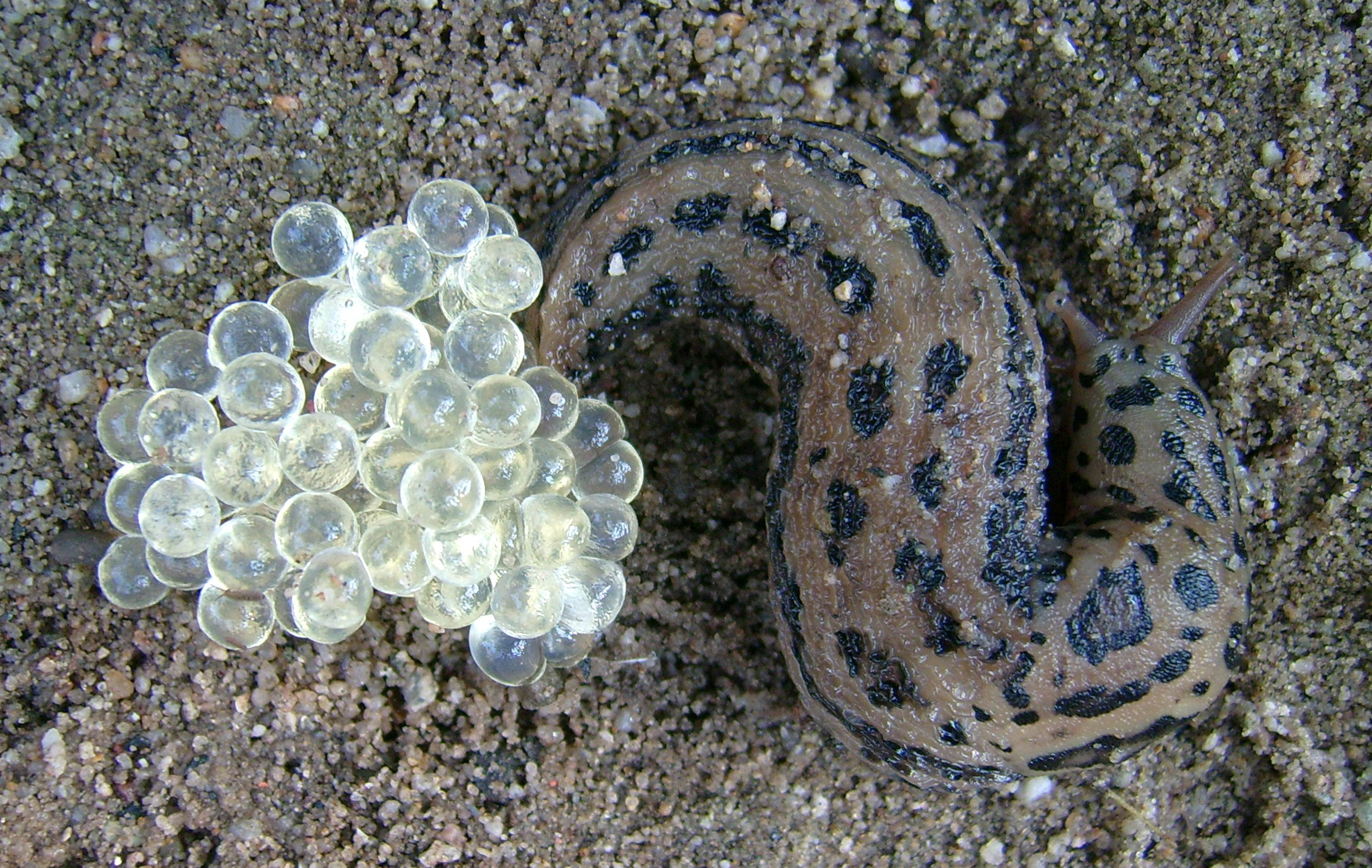
Limax Maximus con uova

## Distribuzione e habitat
Questa limaccia è nativa dell'Europa, ma è stata introdotta accidentalmente anche in altri paesi, come negli Stati Uniti d'America, Australia, Nuova Zelanda, Cile, ma anche Giappone e Sud Africa. Si può trovare nelle cantine, nei giardini e sotto i sassi di prati incolti.